# Afrikanische Zibetkatze
Die Afrikanische Zibetkatze (Civettictis civetta) ist eine Raubtierart aus der Familie der Schleichkatzen (Viverridae), das in Afrika südlich der Sahara weit verbreitet ist. Sie ist ein Allesfresser, lebt relativ versteckt, ist der einzige afrikanische Vertreter der Zibetkatzen und gilt als ungefährdet.

## Beschreibung

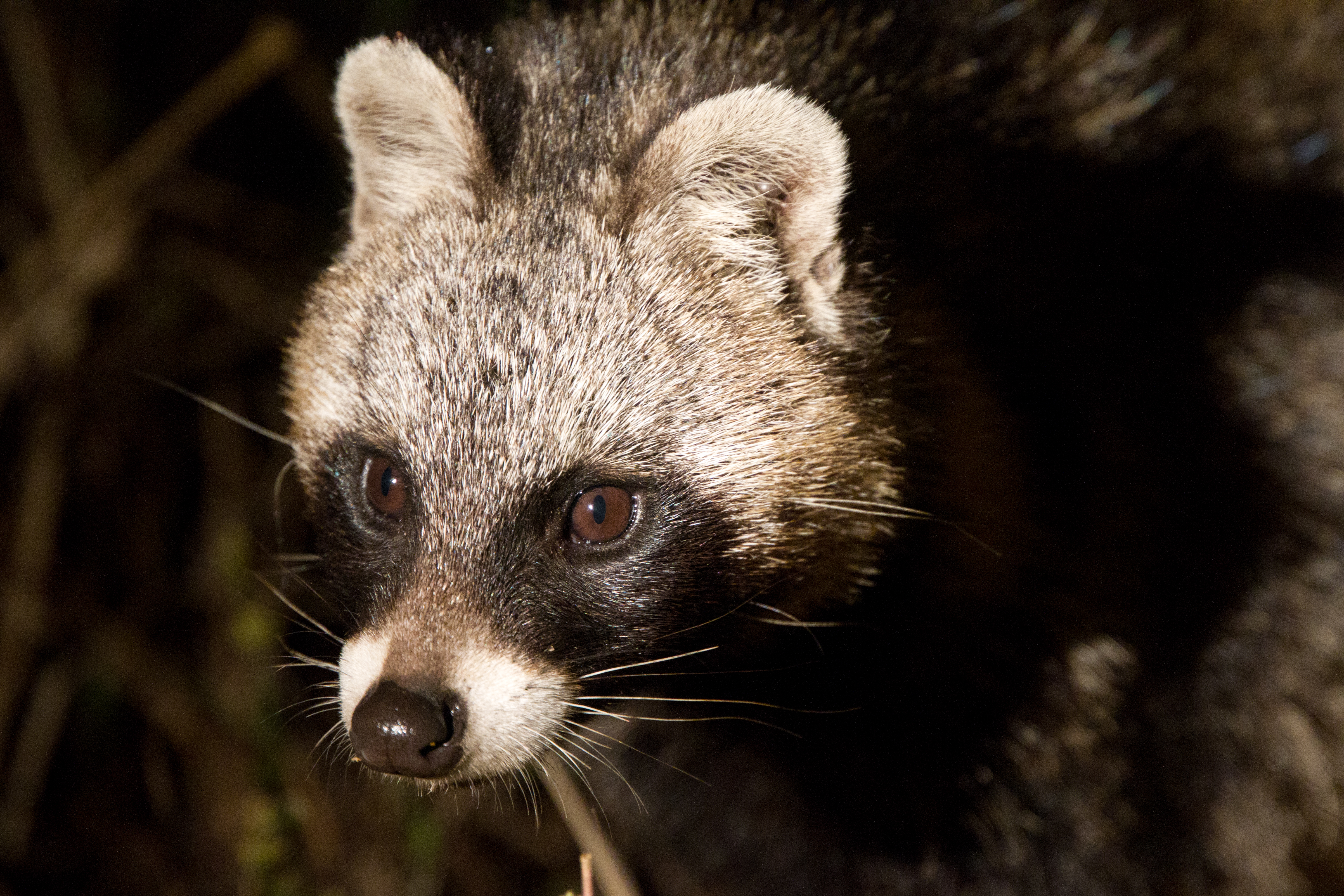
Afrikanische Zibetkatze

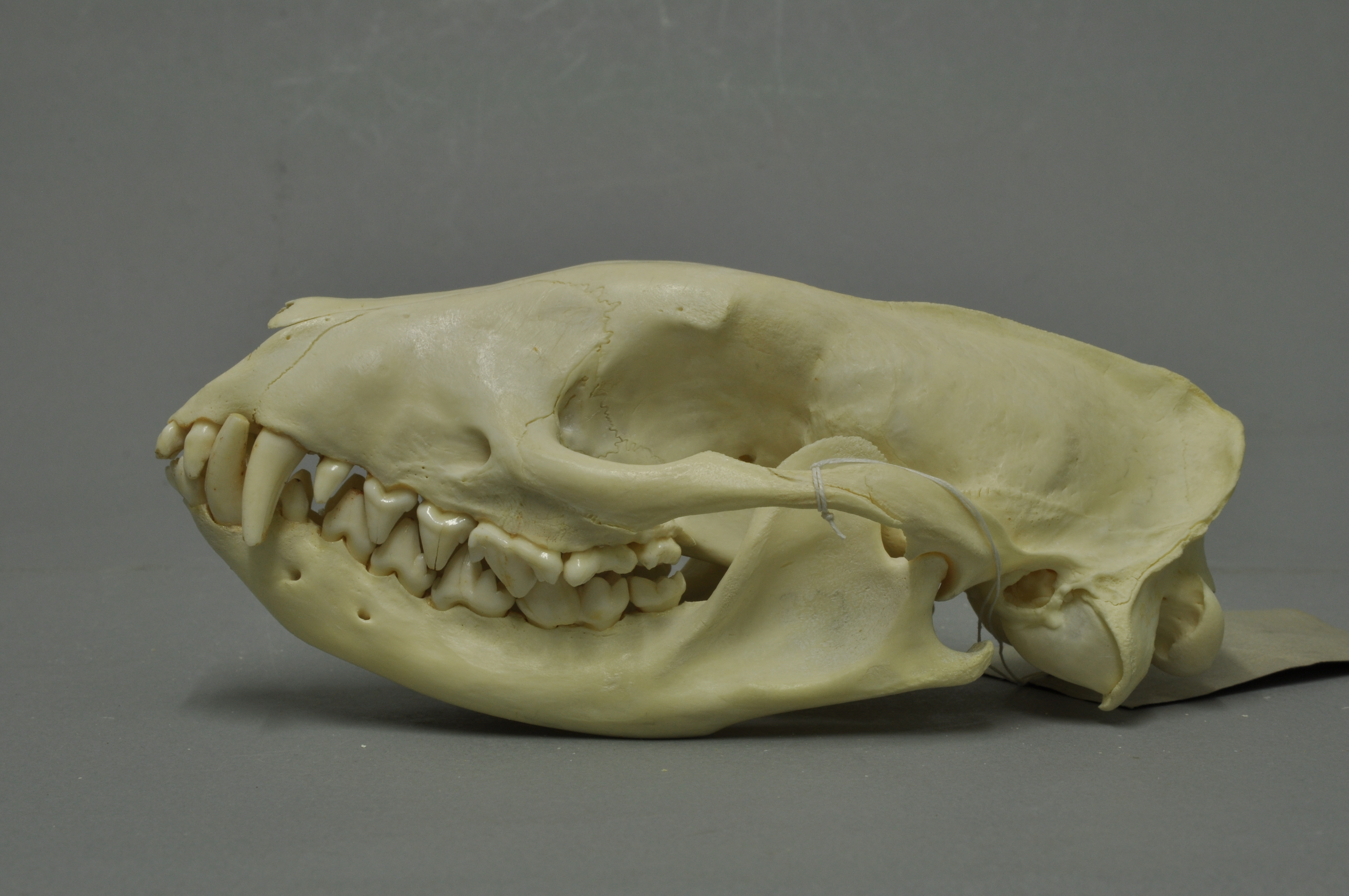
Schädel einer Afrikanischen Zibetkatze

Die Kopf-Rumpf-Länge dieser großen Schleichkatzen beträgt 67 bis 84 Zentimeter, hinzu kommt ein 34 bis 46 Zentimeter langer Schwanz. Die Hinterfußlänge beträgt 12,3 bis 13,9 Zentimeter. Ihr Gewicht variiert von 7 bis 15, selten bis 20 Kilogramm. Die Schulterhöhe beträgt zwischen 35 und 43 cm. Weibchen sind im Durchschnitt etwas größer als die Männchen, es gibt jedoch einen weiten Überlappungsbereich. Das raue Fell der Afrikanischen Zibetkatze ist silbergrau, gelblich bis rötlich-gelbbraun und mit braunen oder schwarzen, streifenförmig bis unregelmäßig angeordneten Flecken oder Bändern gezeichnet. Innerhalb der Art gibt es eine große Variation der Musterungen, auch melanistische Tiere sind bekannt. Letztere sollen im Kongobecken ein Drittel der Population stellen. Der Kopf ist breit, die Schnauze ist spitz. Die kleinen, etwa 5,5 Zentimeter hohen Ohren sind abgerundet. Ihre Innenflächen sind weißlich bis grau, hinten sind sie schwarz mit weißer Spitze. Die Gesichtszeichnung erinnern an die der Waschbären. Entlang der Mitte des Rückens verläuft eine lange Rückenmähne, die aufgerichtet werden kann. Sie ist maximal 10 bis 12 Zentimeter hoch. Der Schwanz ist auf der Oberseite dunkel und mit fünf undeutlichen weißen Ringen markiert. Die Schwanzspitze ist schwarz. An jedem Fuß befinden sich fünf Zehen mit einziehbaren, langen und gebogenen Krallen. Weibchen haben zwei Zitzenpaare. Der Schädel ist kräftig gebaut, insbesondere bei den Männchen.
Die Zahnformel der Afrikanischen Zibetkatze lautet {\displaystyle {\frac {3.1.4.2}{3.1.4.2}}}, es sind also insgesamt 40 Zähne vorhanden.

## Verbreitung und Lebensraum

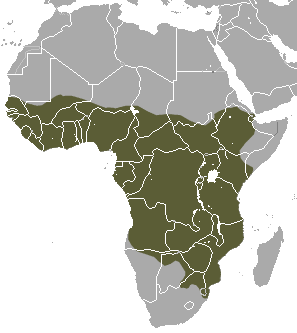
Das Verbreitungsgebiet der Afrikanischen Zibetkatze

Afrikanische Zibetkatzen sind in weiten Teilen Afrikas beheimatet, ihr Verbreitungsgebiet reicht von Senegal und Somalia bis Namibia und das nordöstliche Südafrika. Man findet sie in einer Vielzahl von Biomen, in der Baumsavanne ebenso wie in Wäldern, sie sind aber auf hohes Gras oder Dickicht angewiesen, wo sie sich tagsüber verbergen können. Hier können sie eine hohe Dichte erreichen. In allzu ariden Gegenden sind sie kaum zu finden und wenn, dann nur in der in der Nähe von Gewässern. Die Tiere suchen auch Plantagen und hin und wieder die Nähe menschlicher Siedlungen auf. Ein in Äthiopien per Funk geortetes Männchen nutzte Hagenia- und Wacholderwälder (62 % der Zeit), Buschland (19 %), Grasland (11 %) und Ackerland (8 %).

## Lebensweise
Diese Tiere sind Bodenbewohner, sie klettern kaum auf Bäume, können aber sehr gut schwimmen. Überwiegend sind sie nachtaktiv, können aber auch am frühen Morgen oder bei bewölktem Wetter am Tag aktiv sein. Den Tag verbringen sie üblicherweise schlafend und in dichter Vegetation verborgen. Sie leben einzelgängerisch und sind territoriale Tiere, die ihr Revier mit dem streng riechenden Sekret ihrer Perianaldrüsen markieren. Dieses Sekret spielt als Zibet eine bedeutende Rolle in der Parfümindustrie.

## Nahrung

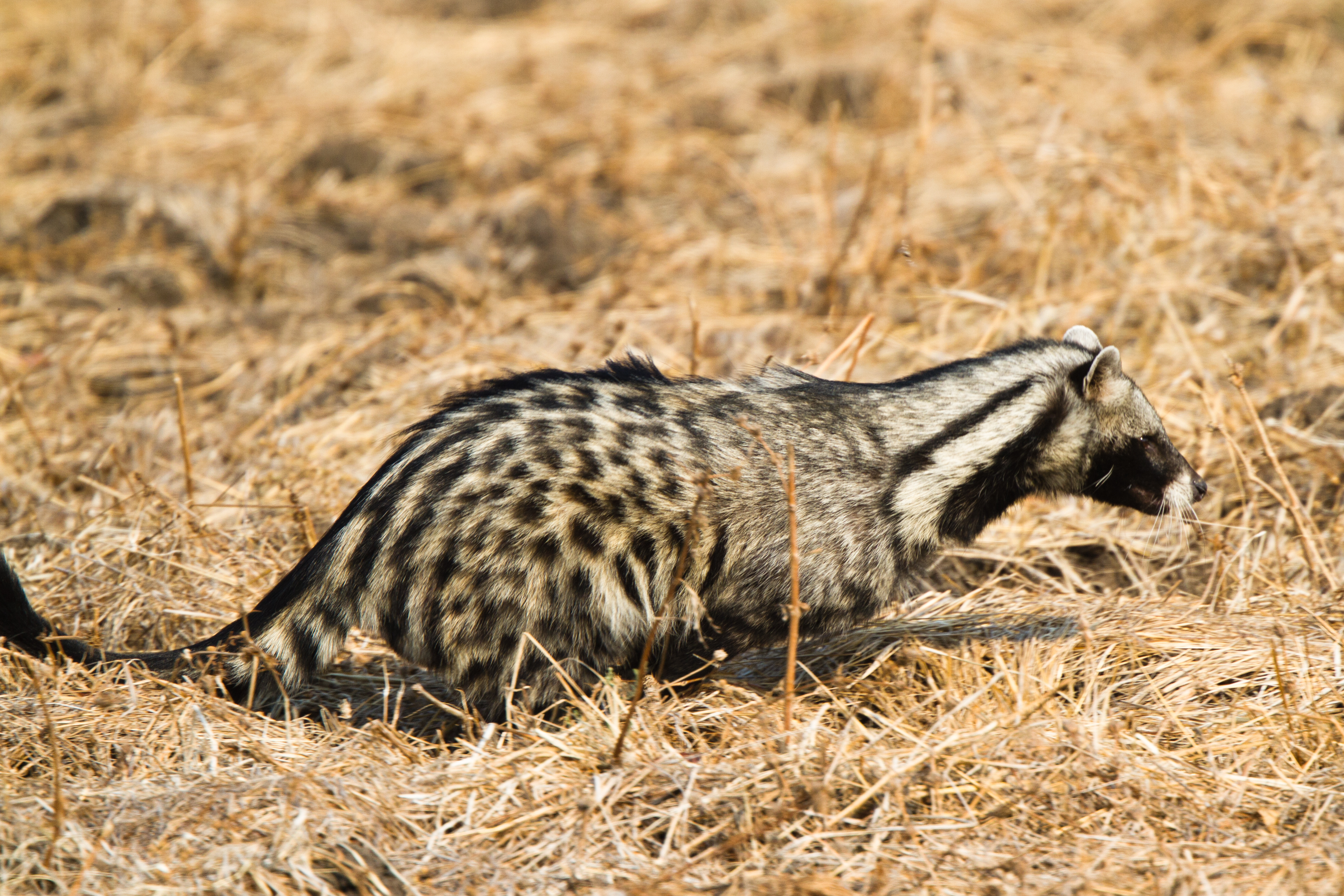
Afrikanische Zibetkatze

Afrikanische Zibetkatzen sind Allesfresser. Sie ernähren sich hauptsächlich von wirbellosen Tieren, kleinen Wirbeltieren, Früchten, Eiern und Gras. Bei einer Untersuchung von 27 Zibetkatzenmägen während der warmen, feuchten Sommermonate von Oktober bis April in Simbabwe fand man in 70 % der Mägen Insekten (vorwiegend Heuschrecken und Käfer), gefolgt von 40 % Früchten, 30 % Nagetieren (vor allem Vielzitzenmäuse und Angoni-Lamellenzahnratten), 30 % Reptilien, 20 % Amphibien, 20 % Tausendfüßer, 20 % Gras und 10 % Vögel. In den kälteren, trockeneren Monaten von Mai bis September enthielten die Mägen zu 57 % Früchte, gefolgt von 43 % Insekten, 43 % Langschwanzmäuse, 21 % Vögel, 21 % Gras, 14 % Reptilien und 7 % Amphibien. Zu den Beutetieren zählten außerdem Buschhasen, Zebramangusten, Schlankmangusten, Smith-Buschhörnchen, Südafrikanische Springhasen und Helmperlhühner. Außerdem Aas von Impalas, Großem Kudu, Buschbock und Streifengnu. An den Küsten West- und Ostafrikas werden auch Wasserorganismen wie Krabben, Schnecken und Schlammspringer gefressen. In Nigeria enthielten Mägen von Zibetkatzen Nagetiere, Reptilien, Insekten, Vögel, Amphibien, Schnecken und Pflanzen. In der Zentralafrikanischen Republik fand man im Kot zu 97 % Gliederfüßer, 73 % Früchte, 30 % Nagetiere, 3 % Reptilien und 3 % Vögel. In der DR Kongo enthielten die Kotproben elf Fruchtsorten und zwar von Palmen, Balsambaumgewächsen, Maulbeergewächsen, Muskatnussgewächsen und Seifenbaumgewächsen. Generell wurde während der Regenzeit eine größere Vielfalt an Früchten gefressen. Aus Beobachtungen von in Gefangenschaft gehaltenen Exemplaren schließt man, das die Beute nicht mit den Augen, sondern durch ihren Geruch und die von ihnen verursachten Geräusche aufgespürt wird. Sie wird mit dem Maul gepackt und getötet, die Pfoten werden beim Fangen normalerweise nicht verwendet. Der tödliche Biss zielt oft auf den Kopf; eine fliehende Beute wird jedoch in einen beliebigen Teil des Körpers gebissen.

## Fortpflanzung
Das Weibchen kann zwei oder drei Würfe im Jahr austragen. In Westafrika scheint die Fortpflanzung das ganze Jahr über stattzufinden. In Ostafrika vermehren sich die Tiere von März bis Oktober und im südlichen Afrika von August bis Januar. Die Tragzeit beträgt 60 bis 81 Tage und die Wurfgröße eins bis vier (meist zwei oder drei). Zum Gebären suchen die Weibchen Höhlen auf, die von anderen Tieren angelegt wurden oder in Höhlen unter verschlungenen Wurzeln. Jungtiere kommen behaart zur Welt und sind im Vergleich zu anderen Katzenartigen relativ gut entwickelt. Mit 14 bis 16 Wochen werden sie entwöhnt und mit rund einem Jahr geschlechtsreif. Die Lebenserwartung wird auf 15 bis 20 Jahre geschätzt.

## Systematik
Die Erstbeschreibung der Afrikanischen Zibetkatze wurde 1776 durch den deutschen Naturforscher Johann Christian Daniel Schreber verfasst. Er gab ihr dabei die wissenschaftliche Bezeichnung Viverra civetta. Die Gattung Civettictis wurde 1915 durch den britischen Zoologen Reginald Innes Pocock eingeführt. Sie ist rezent monotypisch, umfasst aber noch die drei ausgestorbenen Arten Civettictis braini, Civettictis howelli und Civettictis vulpidens. Die Afrikanische Zibetkatze gehört zur Familie der Schleichkatzen (Viverridae) und bildet mit fünf asiatischen Arten die Unterfamilie der Zibetkatzen (Viverrinae). Die von den fünf asiatischen Arten gebildete Klade ist die Schwestergruppe der Afrikanischen Zibetkatze.
Es werden sechs Unterarten unterschieden:
- C. c. civetta Schreber, 1776 – Süden Mauritaniens und Senegal bis Äthiopien und Somalia, südlich bis Gabun.
- C. c. australis Lundholm, 1955 – Sambia und der Osten von Botswana bis Malawi und Mosambik, südlich bis in den Nordosten von Südafrika und Eswatini.
- C. c. congica Cabrera, 1929 – Südsudan, DR Kongo und Ruanda, südlich bis Angola und den Norden von Sambia.
- C. c. pauli Kock, Kunzel & Rayaleh, 2000 – Djibouti.
- C. c. schwarz Cabrera, 1929 – Süden von Somalia, Kenia, Uganda und Tansania (inklusive Sansibar).
- C. c. volkmanni Lundholm, 1955 – Nordosten von Namibia und Norden von Botswana.

## Afrikanische Zibetkatzen und Menschen
Das Sekret der Perianaldrüsen, das Zibet, dient als Inhaltsstoff für Parfüms. Während in vergangenen Jahrhunderten viele Zibetkatzen in Käfigen gehalten wurden, um ihnen das Zibet zu entnehmen, werden heute diese Stoffe meistens künstlich hergestellt. Es soll aber zum Beispiel in Äthiopien noch größere Farmen gefangener Zibetkatzen geben. Nicht nur das Zibet, sondern auch ihr Fell und Fleisch wird verwendet.
Afrikanische Zibetkatzen sind weit verbreitet und zählen nicht zu den bedrohten Arten.